# Lanceur de balles de défense
Pour les articles homonymes, voir LBD.
 (mars 2019).
« Lanceur de balles de défense » (LBD) est un terme de l'administration française désignant une « arme sublétale » utilisant un projectile conçu pour se déformer ou s'écraser à l’impact et limiter le risque de pénétration dans un corps vivant, mais avec une puissance d’arrêt suffisante pour dissuader ou arrêter un individu.
Ce type d'arme a été adopté par la Police nationale et des polices municipales, puis par la Gendarmerie nationale et l'administration pénitentiaire, comme armement intermédiaire entre la matraque et l'arme de poing. Le premier LBD fut celui fabriqué et commercialisé sous la marque Flash-Ball par le fabricant Verney-Carron.
Un lanceur de balles de défense est défini comme « arme de force intermédiaire » (AFI), au même titre que le « pistolet à impulsions électriques » (PIE) et la « grenade de désencerclement » (GMD/DBD/DMP). Il peut ainsi constituer « dans le respect des lois et des règlements, une réponse graduée et proportionnée à une situation de danger lorsque l’emploi légitime de la force s’avère nécessaire pour dissuader ou neutraliser une personne violente et/ou dangereuse. »,, avant utilisation de l’arme individuelle (pistolet 9 mm).
L'usage de LBD peut présenter à courte distance des effets traumatiques dont la sévérité peut entraîner des lésions graves pouvant être irréversibles voire mortelles. Dans le cadre de son utilisation par les forces de l'ordre, le LBD a causé des blessures : deux personnes sont décédées et vingt-trois autres ont perdu l'usage d'un œil en France entre 2004 et 2019, après avoir été touchées au visage par un tir de LBD.

## Histoire
Les LBD sont apparus dans la décennie 1990.
À l'origine, ces armes étaient en France utilisées par des unités spécialisées[Lesquelles ?]. Leur usage a ensuite été élargi aux Brigade anti-criminalité (BAC) à l'occasion d'émeutes en banlieues. L'usage s'est ensuite élargi aux policiers de proximité en 2000. Depuis, elle a été plus largement diffusée dans les unités de maintien de l'ordre.
1 270 Flash-Ball ont été livrés de 2002 à 2005 à la police nationale dans le cadre de la loi d'orientation et de programmation pour la sécurité intérieure (LOPSI) de 2002, pour un coût de 1,18 million d'euros. En 2007, les policiers municipaux sont habilités à les utiliser à condition de suivre une formation spécifique ; en décembre 2020, la durée de cette formation pratique est réduite de moitié.
Le 23 décembre 2018, le ministère de l'Intérieur a lancé un appel d'offres pour trois lots de LBD : un lot de 180 lanceurs multi-coups à six coups, un lot de 270 lanceurs multi-coups à quatre coups, enfin, un lot de 1280 lanceurs mono-coup. Ils seront destinés à la police et à la gendarmerie nationale. Entre le 24 novembre 2018, et le 27 janvier 2019, à Paris, selon le tribunal administratif, près de 1000 tirs de LBD ont été réalisés, occasionnant des blessures graves chez 33 personnes, dont 28 touchées à la tête, soit environ 3 %.
Entre le début du mouvement des Gilets jaunes en novembre 2018, et début avril 2019, l'Agence France-Presse recense 23 personnes, « Gilets jaunes, lycéens ou simples passants », qui ont perdu un œil.
En Europe, seules la France, la Pologne et la Grèce (malgré une petite restriction) usent sans limite du LBD. En Allemagne, il est utilisé dans deux Landers allemands sur seize. En Espagne, hors Catalogne, il est utilisé par la seule la gendarmerie (Garde civile). Les policiers portugais en sont équipés et s'en servent notamment dans un contexte de manifestations.

## Typologie

### Le Flash-Ball

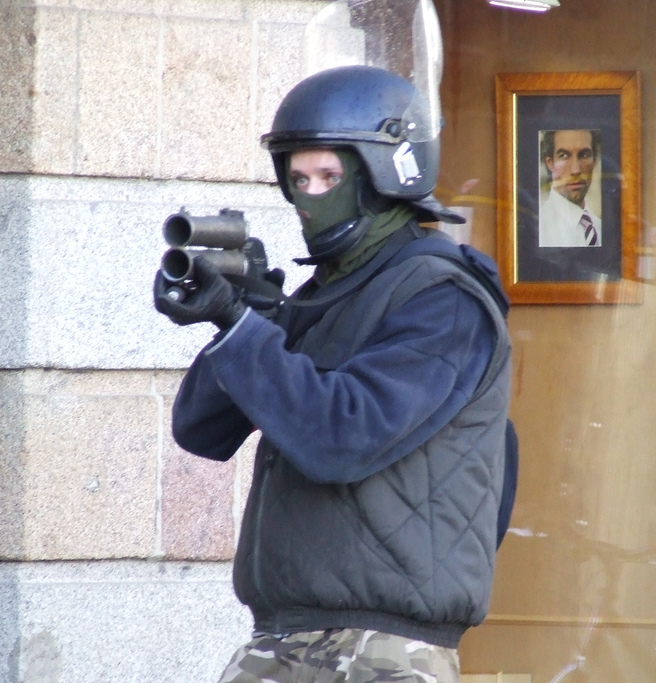
Un homme équipé d'un lanceur de balles de défense de marque Flash-Ball en 2006.

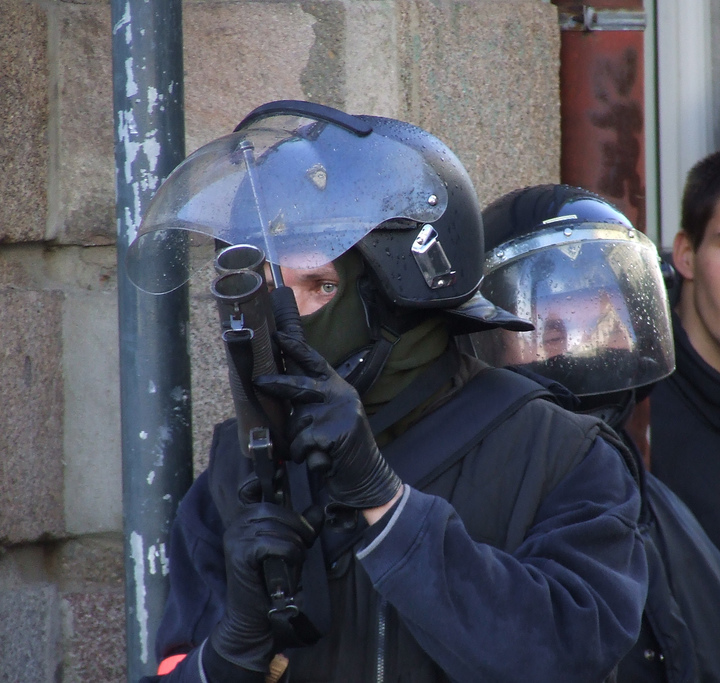
Un lanceur de balles de défense de marque Flash-Ball en 2006.

Les premiers de ces lanceurs sont les Flash-Ball, fabriqués et commercialisés par le fabricant français Verney-Carron, qui étaient destinés à l'origine, aux particuliers. Le Flash-Ball apparait pour la première fois dans le catalogue général de Verney-Carron de 1990, alors que le modèle Super-Pro, destiné aux professionnels, ne sera commercialisé que 10 ans plus tard en 2000 à la suite du feedback des forces de police équipées officiellement du modèle « Compact » depuis 1995. Les munitions spéciales de 44 mm de diamètre (calibre 44/83 spécifique aux Flash-Ball) et d'une masse de 29 grammes, sont des sphères en caoutchouc souple dénuées de toute aspérité.
Les « historiques » utilisent des balles en caoutchouc rigide de petit diamètre, ce qui permet l’utilisation dans des fusils à pompe traditionnels ou dans des armes de poing spécifiques. Elles ont une forte probabilité de létalité à courte distance (jusqu'à 50 mètres au moins) et sont par conséquent destinées à des tirs de loin.
| « Lanceurs Flash-Ball livrés et crédits exécutés par la police nationale au titre de l'équipement des fonctionnaires » |        |                   |
| | Nombre | Dépenses (en M €) |
| 2003 | 680    | 0,61              |
| 2004 | 220    | 0,21              |
| 2005 | 370    | 0,36              |
| Total 2003-2005 | 1 270  | 1,18              |

### Le LBD 40

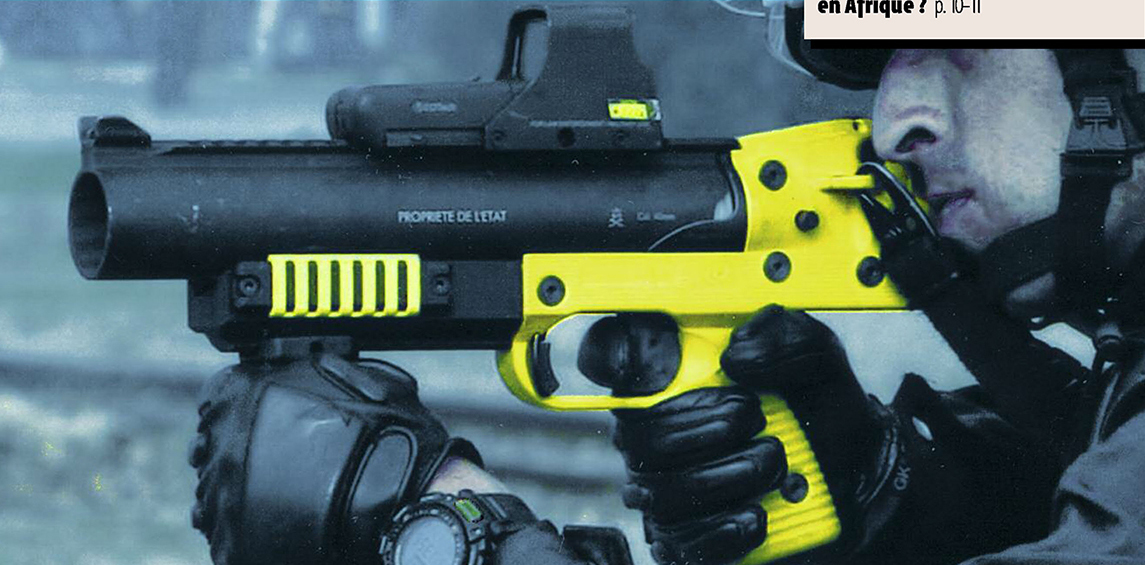
Un homme prêt à tirer avec un LBD 40 (LL06) en 2009.

Depuis début 2009, les forces de l'ordre françaises sont également équipées d'un lanceur de balles de défense 40 mm fabriqué par l'armurier suisse Brügger & Thomet, le B&T LL06, appelé LBD 40 en France, une version non létale du lance-grenades B&T GL06. Il s’agit d’un lanceur de munition de 40 mm de diamètre qui utilise des projectiles non-sphériques afin d’assurer précision et puissance d’arrêt de 10 à 50 mètres. Son exportation est régie par la loi sur le contrôle des biens (LCB) et la loi fédérale sur le matériel de guerre (LFMG). En France, ce Lanceur de Balles de Défense est classé comme arme de « catégorie A » 
"Arme à feu fabriquée pour tirer une balle ou plusieurs projectiles non métalliques" 
Le LBD 40 utilise des balles de 40 × 46 mm, dont les projectiles sont stabilisés grâce à un effet gyroscopique entraîné par le canon rayé. Elle a ainsi une meilleure précision et une meilleure conservation de l'énergie cinétique, avec 84 joules à 40 mètres contre environ 60 joules pour le Flash-Ball, soit l'énergie d'un objet d'une masse de 8,4 kilogrammes tombant à 1,02 mètre de hauteur.
Le lanceur polyvalent permettra ultérieurement de lancer des munitions à effet marquant ou irritant/lacrymogène, tout en conservant l'effet du choc lié à l'impact du projectile. Le viseur électronique EOTech (en) du LBD 40 est réglé pour une distance de 25 mètres, et n'est pas prévu pour être modifié. À cette distance, et avec la munition française d'Alsetex, les tests du bureau de la police constatent un écart de 14 cm entre deux tirs. La doctrine impose donc des tirs vers des zones situées à plus de 14 cm de la tête, et la position de contact (tant que la décision de tirer n'est pas prise) doit être l'axe du canon sous l'horizontale et l'index ne doit pas être en contact avec la queue de détente mais sur le long du pontet. La distance de précision s'agrandit avec la distance, 23 cm à 40 m, 39 cm à 60 m.

#### Munitions
Le LBD 40 peut tirer différents types de balles : en caoutchouc, en mousse, assourdissantes, lacrymogènes ou fumigènes.
En France, les balles (appelées munitions de défense à courte portée (MDCP)) utilisées pour le LBD 40 sont produites par la société française Alsetex, leader européen des produits de maintien de l'ordre, installée à Précigné dans la Sarthe. Ces munitions de défense à courte portée, conçues à l'origine pour le Flash-Ball, ont été adaptées pour le LBD 40. À ce titre Brügger & Thomet estime qu'ils ne peuvent « juger le danger potentiel [sic] des munitions utilisées en France » et que « les munitions utilisées exercent une influence substantielle sur les effets et la précision ».
En février 2016, Alsetex, obtient un marché (5,57 millions d'euros) portant sur la fabrication et la vente de munitions de défense à courte portée (MDCP) de calibre 40 mm pour la gendarmerie, la police et l'administration pénitentiaire, soit environ 115.000 munitions de ce type par an.

### Le lanceur multicoups
Des forces de l'ordre françaises sont également équipées d'un lanceur multicoups de 40 mm, le Penn Arms PGL 65 fabriqué par l'armurier américain Combined Systems, Inc. (en) (CSI / CTS) et distribués par Rivolier son associé français. Il s’agit d’un lanceur de munition multicoups de 40 mm de diamètre pouvant tirer jusqu’à 6 cartouches en 4 secondes sur une distance de 150 mètres. Il est prévu pour être exclusivement utilisé avec des grenades fumigènes ou lacrymogènes, et non des munitions de défense. Au même titre que les lanceurs classiques « Cougar » et « Chouka » le tir doit être effectué en cloche, le tir tendu est donc proscrit. Il est en service au sein des CRS depuis 2013
Le 5 août 2017, le ministère de l’Intérieur lance un appel d'offres pour l’acquisition de grenades de 40 mm adaptée à cette arme, les grenades fumigènes lacrymogène CM3. Il est remporté le 16 mai 2018 par le fabricant français SAE Alsetex. Le 26 décembre 2018, le gouvernement lance un appel d’offres pour l’acquisition de 180 lanceurs multi-coups 6 coups et de 270 lanceurs multi-coups 4 coups.

### Nouveaux lanceurs
Fin 2018, le ministère de l’Intérieur lance un appel d'offres pour la fourniture de lanceurs de balles de défense (LBD) et de lanceurs à cartouches de gaz lacrymogène. Le 27 novembre 2019, deux PME françaises remportent le marché. Le groupe Rivolier, associé à un fabricant étranger, livrera 180 lanceurs à cartouches de gaz lacrymogène à six coups (PennArms 40 mm?) et leur équipement pour un montant de 727 450 euros. Le second marché, remporté par Alsetex, concerne la fourniture de 1280 lanceurs de balles de défense mono-coup (Alsetex Cougar 40) pour 1,638 million d’euros, ainsi que 270 lanceurs à quatre coups (Alsetex Cougar MS 40?),.
En 2021 le groupe Rivolier remporte un marché de 500 500 euros pour fournir 1100 viseurs électroniques pour LBD 40 destinés à la Police Nationale, à la Gendarmerie et aux unités d'intervention de l'administration pénitentiaire .

## Utilisation
En 1995, certaines unités des forces de police sont officiellement dotées du lanceur de balles de défense Flash-Ball modèle « Compact ». Les unités qui choisissent de s'équiper de ce lanceur parient sur son aspect dissuasif, à la fois par son apparence imposante et par le volume sonore de sa détonation (équivalent à celle d'un fusil de chasse calibre 12).
Cette dotation vient en complément des balles de petit diamètre en caoutchouc rigide qui étaient déjà en dotation depuis de nombreuses années dans certaines unités.
En 2000, le premier appel d'offres pour des lanceurs de balles de défense est lancé par le ministère de l'Intérieur. Le Flash-Ball Super-Pro remporte cet appel d'offres.
Dans un entretien donné le 30 mai 2002 au Monde, Nicolas Sarkozy, alors ministre de l'Intérieur du gouvernement Raffarin, déclarait que cette arme était destinée à « impressionner », et que « quand les policiers en sont équipés, les voyous ne viennent pas les chercher ». Alors que le Flash-Ball était utilisé depuis 1995 par plusieurs unités spécialisées de la Police nationale et de la Gendarmerie nationale, telles que la BAC, le GIGN ou le Raid, il a ajouté que cette arme était « moins dangereuse que les armes à feu », et qu'elle n'avait jamais provoqué « d'accident mortel en service » — jusqu'alors puisque depuis lors une victime est décédée en 2010. Elle est aussi utilisée par les polices municipales comme indiqué par l'article 2-1 de la version consolidée au 24 septembre 2008 du Décret no 2000-276 du 24 mars 2000 relatif à l'armement des agents de police municipale
Après des essais en 2008, certaines unités des forces de l'ordre sont équipées en 2009 d'un nouveau lanceur de balles de défense 40 mm (LBD 40) qui permet des tirs plus précis entre 25 et 50 mètres mais est dangereux aux distances d'utilisation du Flash-Ball.

### Formation et habilitation
Pour être habilité à l'usage du LBD 40 pendant deux ans, il faut que sur cinq balles tirées, deux touchent la cible[à vérifier].
Dans le monde, plusieurs services de polices utilisent le Brügger & Thomet GL06 (LBD 40 en France). Certains l'utilisent dans le cadre du maintien de l'ordre, d'autres non. Par exemple en Suisse, la police cantonale bernoise l'utilise lors de manifestations violentes, alors qu'au sein de la gendarmerie vaudoise, seul le Détachement d'action rapide et de dissuasion l'utilise à de rares occasions en milieu carcéral ou pour la maitrise d'un forcené en pleine crise de décompensation. Les projectiles utilisés sont ceux du fabricant de l'arme, alors que ceux utilisés en France sont développés et produits localement.

### Ambiguïté sur le nom du lanceur
L'entreprise française Verney-Carron, qui commercialise le LBD de marque Flash-Ball, précise en 2011 que des articles référencés ci-dessous parlent systématiquement de Flash-Ball, quels que soient le modèle et la marque de lanceur de balles de défense impliqué. Le Monde indique dans son infographie du 13 juillet 2009 que le LBD 40 était, à la date de publication de cette infographie, en phase de test dans la police nationale depuis suffisamment longtemps pour que l'aspect initial « de couleur jaune » ait été modifié. C'est d'ailleurs ce LBD 40 dans sa phase jaune et noir dont il est question dans la Saisine no 2008-1 de la CNDS comme le montre une lecture attentive.
Le Flash-Ball n'équipe plus la police nationale depuis 2016, remplacés par le B&T LL06, désigné LBD 40 en France, fabriqué par la firme suisse Brügger & Thomet. En 2015 lors du salon Milipol de 2013, Verney Carron présente le Super Pro 2, le successeur du Flash Ball Super Pro. Il a été modernisé sur demande de la police nationale. Depuis cette date, la nouvelle arme équipe la plupart des polices municipales qui en ont l'autorisation.

### Enquêtes
Au cours du mouvement des Gilets jaunes entre mi-novembre 2018 et janvier 2019, 52 enquêtes sont relatives à un possible usage abusif du lanceur de balles de défense, pour 9.200 tirs de LBD.
Le jeudi 7 mars 2019, le secrétaire d'État auprès du ministre de l'Intérieur, Laurent Nuñez, s'exprime devant le Sénat à l'occasion de l'examen d'une proposition de loi visant à interdire l'usage des LBD et annonce que 13 095 tirs de LBD ont eu lieu depuis le début du Mouvement des Gilets jaunes et qu'il avait "83 enquêtes en cours à l'IGPN et à l'IGGN impliquant des faits concernant des tirs de LBD",.

### Usages
Dans le maintien de l'ordre, les LBD sont peu utilisés par les CRS et gendarmes mobiles, avec seulement un tiers des tirs[Quand ?].
Les policiers de la sécurité publique (brigades anti criminalité et compagnies de sécurisation) ainsi que les BRI de la police judiciaire totalisent les deux tiers restants.

## Risques

### Caractère létal
Le principe des lanceurs de balles de défense est d’avoir une puissance d’arrêt suffisante pour dissuader ou arrêter un individu mais répartie sur une surface plus grande que les munitions à projectiles métalliques de même puissance afin d’éviter les risques de pénétration. Bien que le projectile tiré par un lanceur de balles de défense soit a priori conçu pour ne pas être mortel, il peut occasionner des blessures graves voire fatales, en particulier s'il atteint la tête ou si la personne est sensible. On recense en particulier plusieurs cas d'éborgnement.
En effet, un projectile en caoutchouc est potentiellement mortel, comme n'importe quel projectile, s'il atteint des zones sensibles ou encore si le tir est opéré à courte portée ; cette notion de « courte portée » varie selon les types de LBD et de munition utilisés. La Commission nationale de déontologie de la sécurité (CNDS) distingue le Flash-Ball des autres LBD. Selon un document de 2003 du Centre de recherche et d'études de la police nationale, « le système LBD présente des effets traumatiques dont la sévérité peut entraîner des lésions graves pouvant être irréversibles voire mortelles, lors de tirs jusqu'à cinq mètres au moins. Pour des distances de tirs comprises entre cinq et dix mètres, des lésions graves sont observées ». Alors que les règles d'engagement du LBD demandent une distance d'utilisation de 25 à 50 mètres.
De même, la CNDS note que : « Si les projectiles lancés par le LBD ont été choisis pour leur capacité de déformation à l’impact limitant le risque de pénétration dans un corps vivant, ils peuvent avoir des conséquences dramatiques lorsque la partie corporelle atteinte est, comme en l’espèce, le visage et plus précisément les yeux. En outre, un tir à faible distance (à moins de 10-15 mètres) accroît considérablement les risques. » Cet avis ne concerne cependant pas le Flash-Ball qui a été conçu pour le tir entre 5 et 15-20 mètres. A noter que ce cas relève d'une mauvaise utilisation du LBD puisque sa plage de distance d'utilisation est de 25 à 50 mètres. La Saisine no 2008-1 de la CNDS indique clairement qu'il s'agit d'un LBD 40 dans sa phase prototype à l'essai et que ces prescriptions d'utilisation n'ont pas été respectées: « (...), armé du lanceur de balles de défense 40 × 46 (LBD), de couleur jaune et noire, lors de l’intervention de la CDI, M. M.L. a été auditionné par l’IGPN, confronté à la jeune victime, puis réentendu par la Commission. » et « c’est alors qu’il avait été touché à l’œil droit par un tir effectué, à dix ou quinze mètres de distance par un CRS, cagoulé, casqué, muni d’une arme jaune et noire, à un seul canon, arme qu’il pouvait distinguer nettement d’un flashball classique. »
C'est pour ces raisons qu'en France, les règles d'utilisation policière interdisent de viser la tête avec un LBD ou un Flash-Ball. Cependant, ces règles d'engagements ne sont pas toujours respectées, ce que relève l'IGPN.
En février 2019, à la suite des manifestations des Gilets jaunes, le Conseil de l'Europe appelle la France à suspendre l'usage des LBD afin de « mieux respecter les droits humains ».

### Blessures oculaires
La législation ne prévoit pas de collecte systématique d'informations relative aux blessures résultantes de l'usage de ces armes, dans le cadre du maintien de l’ordre.
À la suite du mouvement des gilets jaunes durant lequel 1 800 membres des forces de l'ordre ont été blessés[réf. nécessaire], certains services ont utilisé à grande échelle les LBD. Des médecins français ont publié dans la revue médicale britannique The Lancet leurs observations , : une des études porte sur les blessures oculaires imputables aux LBD sur la période allant de février 2016 à août 2019. Il est recensé deux cas de blessures oculaires en 2016, un en 2017 contre 25 en 2018 et 15 sur la période étudiée de 2019. Parmi les victimes il y a 38 hommes et cinq femmes. Leur âge moyen est de 26 ans. Vingt-cinq personnes présentent des blessures ouvertes au globe oculaire et 18 d’autres traumatismes, dont 10 cas à la rétine. Il eut 25 cas de fractures orbitales, 12 de fractures de la face et deux de dommages au cerveau. Sur 43 personnes, 30 ont dû être opérées, à une ou plusieurs reprises. Parmi elles, neuf ont dû être énucléées.
Le graphique qui aurait dû être présenté ici ne peut pas être affiché car il utilise l'ancienne extension Graph, désactivée pour des questions de sécurité. Des indications pour créer un nouveau graphique avec la nouvelle extension Chart sont disponibles ici.

## Critiques et condamnations
À la suite de l'annonce de l'extension de son usage à la police de proximité dans les cités de zone urbaine sensible, plusieurs groupes de défense des droits de l'homme, dont, notamment, et surtout Amnesty International, ont exprimé leur crainte que le déploiement d'armes de ce type n'amène une augmentation des violences policières.
Une proposition de loi a été enregistrée le 29 mai 2012 visant à interdire cette arme.
De plus, la Commission nationale de déontologie de la sécurité apporte une précision importante : « Compte tenu d'une part de l'imprécision des trajectoires de tirs de flash-ball qui rendent inutiles les conseils d'utilisation théoriques et, d'autre part, de la gravité comme de l'irréversibilité des dommages collatéraux manifestement inévitables qu'ils occasionnent, la CNDS recommande de ne pas utiliser cette arme lors de manifestations sur la voie publique, hors les cas très exceptionnels qu'il conviendrait de définir très strictement. »
Une déclaration commune sur l'armement de la police circule actuellement, lancée par l'observatoire et laboratoire de la démocratie locale (OBSLAB) de Nantes des suites de la manifestation du 22 février 2014 à Nantes.
En 2014, un rapport relatif à l'emploi des munitions en opérations de maintien de l'ordre publié par le ministère de l'Intérieur suggère possible l'utilisation du LBD, "en cas de violences exercées contre les forces de l’ordre ou si celles-ci ne peuvent défendre autrement le terrain qu’elles occupent".
Dans un rapport de décembre 2017, le Défenseur des droits demande « de retirer les lanceurs de balles de défense de la dotation des forces chargées de l’ordre public ».
À la suite de ce rapport, le préfet de police de Paris a décidé de ne plus avoir recours à l’usage du LBD 40x46 dans les opérations de maintien de l’ordre au regard de sa dangerosité et de son caractère inadapté dans ce contexte.
L'argument du défenseur des droits pour l'interdiction des LBD est qu' "Au cours d'une manifestation où, par définition, les personnes visées sont généralement groupées ou mobiles, le point visé ne sera pas nécessairement le point touché et la personne visée pourra ne pas être celle atteinte.".
Toutefois, le ministère de l'intérieur ne sait pas par quoi remplacer les LBD.
La LDH et la CGT ont plaidé pour l’interdiction de l'usage du LBD controversé, afin d'éviter de nouveaux blessés.
En ce qui concerne la France, le tribunal administratif de Paris s’est considéré incompétent pour donner des instructions au ministère de l’intérieur et « prendre des mesures qui auraient valeur réglementaire » dans toute la France. Il considère que cette requête relève de la compétence du Conseil d’Etat.
En ce qui concerne Paris, le tribunal a notamment pris en compte l'intention d’équiper les policiers de caméras piétons, et la non utilisation de LBD durant l'acte X.
À la suite de recours déposés par la voie d'un référé-liberté de la CGT et la Ligue des droits de l’homme, le Conseil d'État a dû se prononcer sur la suspension de l'utilisation des lanceurs de balles de défense dans les manifestations. Le 1er février 2019, le Conseil d'État a rejeté ces demandes de suspension, en estimant que « l’usage du LBD de 40 mm ne peut être regardé, en l’état, comme de nature à caractériser une atteinte grave et manifestement illégale à la liberté de manifester et au droit de ne pas être soumis à des traitements inhumains ou dégradants ». Cette décision est saluée par le syndicat Alliance Police nationale, mais vivement condamnée par les internautes sur les réseaux sociaux.
Les lanceurs de balles de défense sont une nouvelle fois mis en cause lors des manifestations du Mouvement des Gilets jaunes en France. Le 19 janvier 2019, le neurochirurgien et chef de service au CHRU de Besançon Laurent Thines lance une pétition adressée au Ministre de l'Intérieur pour demander un moratoire sur l’utilisation des armes sub-létales, dont les lanceurs de balles de défense, qui engendrent dans certains cas des blessés graves et des lésions irrémédiables,,. Le 2 février 2019, la pétition de Laurent Thines avait déjà récolté plus de 105 000 signatures.
Depuis, le mouvement des gilets jaunes en octobre 2018, jusqu’au 21 janvier 2019, on dénombrait en plus 143 blessés graves (dont 17 femmes), 92 déclarent avoir été touchés par des tirs de lanceur de balles de défense. De plus, au 3 avril 2019, ces derniers ont occasionné 23 fois, la perte d’un œil, d’autres, par centaines ont été visés à la tête, selon David Dufresne sur Mediapart. Pour lui, «A force de parler d’’armes non létales’, ‘sublétales’ ou à ‘létalité atténuée’, on finit par croire qu’elles ne font pas de mal et cela tend à désinhiber les tireurs».
La présidente du groupe CRCE, Eliane Assassi, a avancé les chiffres de 22 personnes éborgnées par des tirs de LBD depuis le début du Mouvement des Gilets jaunes en réaction des chiffres annoncés par Laurent Nuñez devant le Sénat à l'occasion d'une proposition demandant l'interdiction de l'usage du LBD dans les manifestations,.
Le 8 mars 2019 le maire de Phalsbourg (Moselle) a pris un arrêté interdisant les LBD sur sa commune pour la journée de manifestations des Gilets Jaunes prévu le 9 mars sur sa commune. Il explique que cet arrêté est symbolique car il n'a pas d'autorité sur les forces nationales de la gendarmerie.

### Sondage
Selon un sondage réalisé en janvier 2019, 74% des partisans de La République en marche et 61% des soutiens des Républicains sont favorables aux LBD, tandis que 54% des sondés se prononcent contre cette arme, car elle cause des blessures graves parmi les manifestants, notamment avec le mouvement des gilets jaunes. Pour 37% des Français, l'usage du lanceur de balles de défense (LBD) est justifié en cas de manifestation violente. Les soutiens de La France insoumise, du Parti socialiste ou du Rassemblement national sont opposés à l'utilisation des LBD pour 83%, 68% et 61% d'entre eux.

## Liste de blessés et de victimes
Une personne est morte et au moins 66 autres (la plupart lors de manifestations) avaient perdu l'usage d'un œil depuis que l'utilisation de ce type d'arme par la police avait été généralisée en France et l'année 2010 (chiffres non mis à jour). Officiellement, dans la plupart des cas, le LBD a été utilisé par les policiers dans des Zones urbaines sensibles, ou dans des manifestations.[réf. nécessaire]
Liste non exhaustive

### 1999
Un homme de quarante-trois ans, à Villiers-sur-Marne, est éborgné par un tir de flashball le 17 juillet 1999 lors d'une intervention de la Brigade anti-criminalité alors qu'il revenait des courses.

### 2005
Un adolescent de quinze ans, aux Mureaux, en juillet 2005, perd un œil. Les circonstances sont inconnues.
Un adolescent de dix-huit ans, à Pantin, le 30 septembre 2005, est éborgné par un tir de flashball au cours d'une interpellation.

### 2006
Un adolescent de seize ans, à Clichy-sous-Bois, perd l'usage d'un œil dans la nuit du 28 au 29 octobre 2006 à la suite d'un tir rapproché. Selon la police, le tir répondait à l'agression de policiers par un groupe de jeunes. Selon le père de la victime, « son fils ne faisait que passer par là » ; l'IGS est saisie.

### 2007
Une étudiante de vingt-quatre ans, à Grenoble, le 16 mai 2007, perd l'usage d'un œil à la suite d'un tir de flashball dans une manifestation contre la Présidence de Nicolas Sarkozy.
À Nantes, Pierre, un lycéen de seize ans, manifeste le 27 novembre 2007 contre la loi de réforme des universités, et perd un œil à la suite d'un tir de LBD 40.

### 2008
Un adolescent de dix-sept ans à Nantes, lors de manifestations lycéennes le 27 novembre 2007. La Commission nationale de déontologie de la sécurité (CNDS) note qu'il « ne récupérera jamais sa vision de l'œil droit »,,. Il reçoit une ITT de six mois. L'IGS est saisie, une enquête judiciaire ouverte, et les parlementaires de Loire-Atlantique (François Autain, alors au PCF, et Marie-Odile Bouillé, qui siège au groupe Socialiste, radical, citoyen et divers gauche) saisissent la CNDS. Celle-ci rend son avis le 20 octobre 2008, dans lequel elle s'interroge « sur la compatibilité de l'usage d'une telle arme dans le cadre d'une manifestation qui implique une proximité des manifestants et de la police et leur grande mobilité ».

### 2009
Un étudiant de vingt-cinq ans, à Toulouse lors de la manifestation unitaire du 19 mars 2009, perd un œil et porte plainte, saisissant aussi la Commission nationale de déontologie de la sécurité (CNDS).
Un jeune de dix-huit ans est hospitalisé pendant au moins six jours à la suite d'un tir qui l'a touché à la tête, qui a eu lieu à la cité des Fauvettes, à Neuilly-sur-Marne, en mai 2009. Les circonstances sont inconnues.
Deux hommes de vingt-et-un et trente-et-un ans à Villiers-le-Bel, en mai 2009, perdent chacun l'usage d'un œil. L'IGS est saisie,
Un homme de vingt-cinq ans, le 21 juin 2009 à Paris, blessé à la mâchoire et aux dents par un tir de flashball en marge de la Fête de la Musique.
Joachim Gatti, âgé de 34 ans, à Montreuil, perd un œil en juillet 2009 lors d'une manifestation contre l'expulsion d'un centre culturel. L'IGS saisie conclut à un non-respect des règles d'emploi de l'arme,,,,. Selon Le Monde, le policier, membre de la BAC, a tiré alors qu'il n'était pas en état de légitime défense et sans respecter la distance minimale autorisée. Le policier est mis en examen pour « violences volontaires ayant entraîné une infirmité ou une mutilation par dépositaire de l'autorité publique » en septembre 2009,. En juillet 2014, il est renvoyé avec deux collègues en correctionnelle. Le procès des trois policiers mis en examen a lieu du 21 au 25 novembre 2016 au tribunal de grande instance de Bobigny. Le procureur requiert contre le policier qui a blessé Joachim Gatti « trois ans de prison avec sursis, autant d'interdiction professionnelle et cinq ans d'interdiction de port d'armes » et contre les deux autres policiers « dont les tirs ont surtout occasionné des ecchymoses […] dix mois de prison avec sursis, dix-huit mois d'interdiction professionnelle et cinq ans d'interdiction de port d'armes ».

### 2010
Le 26 mars 2010 à Fort-de-France, un homme est éborgné par un tir de flashball.
Le 9 avril à Tremblay, un lycéen de dix-sept ans est blessé à la mâchoire par un tir de flashball lors d'une intervention de la police.
Le 19 mai, à Villetaneuse, un homme de vingt-sept ans qui tentait — selon ses proches et son avocat — de calmer un affrontement entre jeunes et policiers reçoit une balle de LBD dans le visage qui lui perfore la joue et lui brise la mâchoire.
En octobre, un lycéen de seize ans, élève au lycée Jean-Jaurès à Montreuil devant lequel il participait à un blocus, reçoit un tir de lanceur de balles de défense qui entraîne de multiples fractures au visage et un risque de perdre l'œil touché. Une enquête de l'IGS est ouverte. La société Verney-Carron (propriétaire de la marque Flash-Ball) déplore que malgré son communiqué les journalistes et politiques continuent à faire l'amalgame et à désigner toutes les armes de ce type sous le nom de « Flash-Ball » ou « Flashball ». Le 2 avril 2015, le policier auteur du tir est condamné à un an de prison avec sursis.
Un homme, Mustapha Ziani, meurt le 12 décembre 2010 à Marseille après avoir été atteint au thorax par un Flash-Ball tiré par un policier français. Le tir se produit après que la victime a agressé un colocataire de son foyer au couteau, et blessé un policier. L'autopsie atteste que le tir, effectué à environ 4,40 mètres de la victime, est bien la « cause directe et exclusive » de sa mort. Six ans après les faits, l'auteur du tir, le policier Xavier Crubezy, est condamné à six mois de prison avec sursis.
Le 5 décembre 2010 à Nice, un supporter de l'OGC Nice est éborgné par un tir de flashball.

### 2011
Le 7 février 2011, un adolescent de dix-sept ans est éborgné par un tir à Audincourt (Doubs), il porte son œil arraché dans la main d'après son frère.
Le 4 octobre 2011, à Mayotte, un enfant de neuf ans perd son œil à la suite du tir de flashball d'un gendarme. Ce dernier est mis en examen.

### 2012
Le 21 septembre 2012, un supporter de Montpellier Hérault Sport Club perd un œil après un tir de LBD, selon son avocat, une vidéo contredit la version policière : l'IGPN ouvre une enquête.

### 2013
Le 6 février 2013, à Strasbourg, un métallurgiste belge d'ArcelorMittal venu manifester perd l'usage de son œil à la suite d'un tir au visage. 
Le 25 juin, une mère de cinquante-sept ans est éborgnée à Villemomble.
Le 19 juillet, un jeune homme de quatorze ans perd l'usage d'un œil à la suite d'un tir au visage par les CRS.
Le 27 décembre, à Grenoble, un sapeur pompier est mutilé d'un œil par un tir de flashball, lors d'une manifestation de pompiers.

### 2014
Le 22 février 2014, à Nantes, deux personnes sont blessées à l'œil, dont une par une balle de défense qui a délogé l'œil de son orbite. En tout, trois hommes perdent l'usage d'un œil lors de la manifestation contre le projet d'aéroport du Grand-Ouest à Notre-Dame-des-Landes. Durant cette manifestation, les forces de police utilisent massivement le Lanceur de balles de défense (LBD 40) équipé d'un viseur et considéré comme très précis. D'autres mutilations sont répertoriées des suites de tirs de LBD (nez cassé, oreille arrachée) ainsi que des dizaines de blessures, notamment sur un journaliste indépendant touché au thorax,.

### 2016
Le 28 avril 2016, à Rennes, un étudiant perd l'usage d'un œil lors des manifestations contre le projet de réforme du Code du travail. L'IGPN a été saisie.

### 2017
Le 17 décembre 2017, à Vigneux-sur-Seine, en Île-de-France, lors d'une altercation entre différentes personnes et des policiers après une course-poursuite, un homme qui n'était pas lié à cette course perd son œil à la suite d'un tir de balle de défense.

### 2018
Le 13 juillet 2018, un garçon de seize ans se rend au stade Octave-Lapize à Villiers-sur-Marne pour le feu d'artifice du 14-Juillet. Il passe dans une zone où sont lancés des lacrymogènes et des balles de LBD. Il assure avoir reçu une balle 40 mm de LBD en plein visage, provoquant des fractures du massif facial, de la lame papyracée, du plancher orbital, des os propres du nez et du maxillaire, ainsi qu'une plaie du globe oculaire. Il perd définitivement l'usage de son œil droit. Le 8 août 2018, Il dépose une plainte auprès de l'IGPN.
Le 14 juillet, Alfoussen K. est blessé à la suite d'une altercation entre la BAC et un jeune de Villeneuve-la-Garenne, due à un contrôle routier pour excès de vitesse, lorsqu'il intervient pour calmer la situation tendue. Il reçut une balle de LBD dans le menton à moins de trois mètres, le policier responsable du coup de feu s'empresse ensuite de ranger son lanceur de balles de défense. L'ensemble de la scène est filmé sous des angles différents par des habitants de la Caravelle. La blessure d'Alfoussen K. nécessite quarante-cinq points de suture sur une plaie longue de 4 cm et large de 3 cm. Les médecins lui prescrivent quinze jours d'incapacité totale de travail (ITT) sous réserve de complications. Alfoussen K. et une autre personne blessée dans l'altercation avec les forces de l'ordre déposent plainte, l'IGPN est chargée de l'enquête.
Le 15 juillet, un lycéen est éborgné à Lyon à la suite des manifestations qui ont suivi la victoire de l'équipe de France en finale de la Coupe du monde de football de 2018 en Russie.
Le 19 novembre, un manifestant perd son œil gauche à Saint-Paul (La Réunion) lors d'un rassemblement du mouvement des Gilets jaunes, à la suite d'un tir de LBD 40.
Le 27 novembre, pendant le mouvement des Gilets jaunes, un manifestant perd l'œil gauche à La Possession (Réunion).
Le 1er décembre, pendant l'Acte III du mouvement des Gilets jaunes, à Paris, un manifestant perd un œil, un autre est blessé à l'œil, un autre encore est blessé à la tempe (sept points de suture et un plan sous-cutané). Un quatrième manifestant, âgé d'environ soixante ans, a la mâchoire fracturée à Bordeaux. Un cinquième manifestant, touché à la tempe à Toulouse, fait un œdème cérébral et est placé en coma artificiel dont il sort quelques jours plus tard, et un sixième manifestant a une fracture ouverte du tibia. Un septième manifestant a une double fracture de la mâchoire à Avignon. Une manifestante, à Tours, blessée à l'oreille, a vingt-cinq points de suture, des acouphènes et des lésions internes légères avec troubles de l'équilibre.
Le 3 décembre, à Grenoble, une lycéenne de seize ans a le menton fracturé et deux dents cassées.
Le 5 décembre, à Garges-lès-Gonesse, un lycéen de dix-sept ans a la mâchoire fracturée, à Saint-Jean-de-Braye, un lycéen de seize ans a le front fracturé.
Le 6 décembre, à Béziers, un jeune de seize ans perd son œil gauche. Un jeune de quinze ans perd son œil gauche à cause d'un LBD 40 ou d'une grenade GLI-F4.
Le 8 décembre, à Dijon, pendant le mouvement des Gilets jaunes, un jeune de quinze ans a la mâchoire et la mandibule fracturées. À Paris, un étudiant de vingt ans a le sinus fracturé et un autre jeune a le maxillaire fracturé et la lèvre arrachée. Une jeune femme de vingt ans perd son œil gauche. Un manifestant perd son œil gauche, un autre a la main gauche fracturée. Un troisième perd son œil droit, un quatrième a la pommette fendue et le nez fracturé. Un jeune de vingt-deux ans a le poignet fracturé avec déplacement du cubitus. Un manifestant a la main gauche fracturée. Un autre manifestant est blessé à l'œil. À Bordeaux, un Girondin perd son œil droit. À Mondeville, un manifestant a le nez fracturé, un autre a une double fracture de la main droite. À Toulouse, un Haut-Garonnais a le tibia fracturé. À Nantes, un manifestant est gravement blessé aux côtes, avec hémorragie interne et fracture de la rate.
Le 29 décembre, à Toulouse, pendant le mouvement des Gilets jaunes, un homme perd un œil.

### 2019
Le 12 janvier 2019, à Strasbourg, un adolescent de quinze ans est blessé à la mâchoire en marge de la manifestation des Gilets jaunes. Le même jour à Bordeaux lors de la manifestation des Gilets jaunes, un homme de quarante-sept ans est touché à la tête par un tir causant une hémorragie cérébrale, de multiples fractures et une hémiplégie séquellaire persistant plusieurs mois après la blessure. Des journalistes notent des manquements de la part des policiers, notamment en ce qui concerne la surveillance et l'assistance à la personne touchée par un tir de LBD,,.
Le 26 janvier, Jérôme Rodrigues, une figure symbolique des Gilets jaunes, affirme avoir reçu un tir de LBD, à l'œil droit, lors de la onzième manifestation des Gilets jaunes à Paris. Néanmoins, cette hypothèse est réfutée le lendemain par le secrétaire d'État auprès du ministre de l'Intérieur, Laurent Nuñez, qui a indiqué qu'il excluait « totalement l'usage du tir de lanceur de balles de défense ». Dans un premier temps, les seules images disponibles pouvant prouver un éventuel tir de LBD sont celles de la victime supposée, Jérôme Rodrigues ; les propres images de la Police étant inexploitables à la suite de « dysfonctionnements des batteries » et d'« objectifs obstrués ». Le 29 janvier, l'émission Quotidien diffuse de nouvelles images, de deux angles différents, et des bande-sons supplémentaires, et affirme qu'un tir de LBD a bien eu lieu sur la place de la Bastille au moment où Jérôme Rodrigues a été touché à l'œil droit, en précisant que l'on ne voit pas « si M. Rodrigues a été atteint par une grenade de désencerclement ou par un tir de LBD ». Le 30 janvier, un policier reconnait, au moment des faits, « avoir tiré mais sans toucher Rodrigues », dans un document qui a été transmis à l'Inspection générale de la Police nationale,. Le mercredi 13 février 2019, Jérôme Rodrigues annonce sur son compte Facebook avoir définitivement perdu son œil,. L'expertise menée par l'IGPN conclut que le sang retrouvé sur la balle de LBD remise par l'avocat de Jérôme Rodrigues n'était pas celui de ce dernier, et que par conséquent, cela ne permettait pas à ce stade de l'enquête de déterminer la cause de sa blessure.
Le 2 février, lors du douzième rassemblement des Gilets jaunes, Louis Boyard, président de l'Union nationale lycéenne, est touché au pied par un tir de LBD, qui lui cause un œdème.
Le 2 mars, un homme est gravement blessé au visage par un tir de LBD en marge du seizième rassemblement des Gilets jaunes à Paris, avenue de Wagram. Le soir même, la Préfecture de police demande une enquête pour éclaircir les circonstances des faits, et l'affaire est confiée à l'IGPN.
Le 14 juillet, alors qu'il rentre chez lui à Sartrouville, un étudiant en droit, Adam Chikhi, reçoit par erreur un tir de LBD sur son visage sur fond d'échauffourées entre jeunes et policiers.
Le 20 juillet, à Lyon, Soufiane perd l'œil droit dans le cadre du déploiement d'un dispositif sécuritaire exceptionnel pour le soir de la finale de la Coupe d'Afrique des Nations. Selon la direction centrale de la Sécurité publique de Lyon, il aurait été mêlé à une altercation entre forces de l'ordre et supporters.